# Nymphale du pourpier
Hypolimnas misippus
Espèce

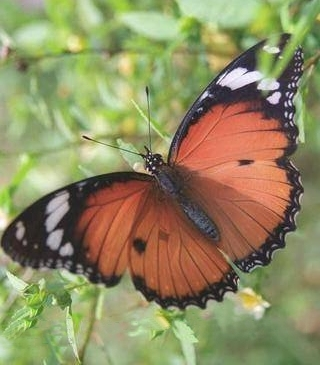
Hypolimnas misippus femelle, Inde

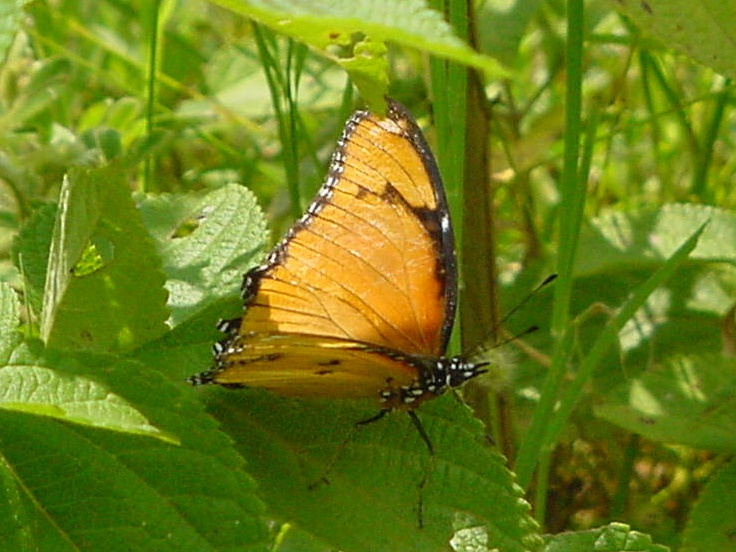
autre femelle

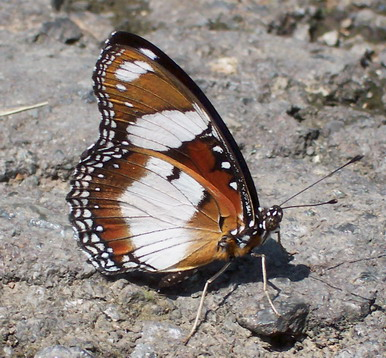
Hypolimnas misippus mâle, Java

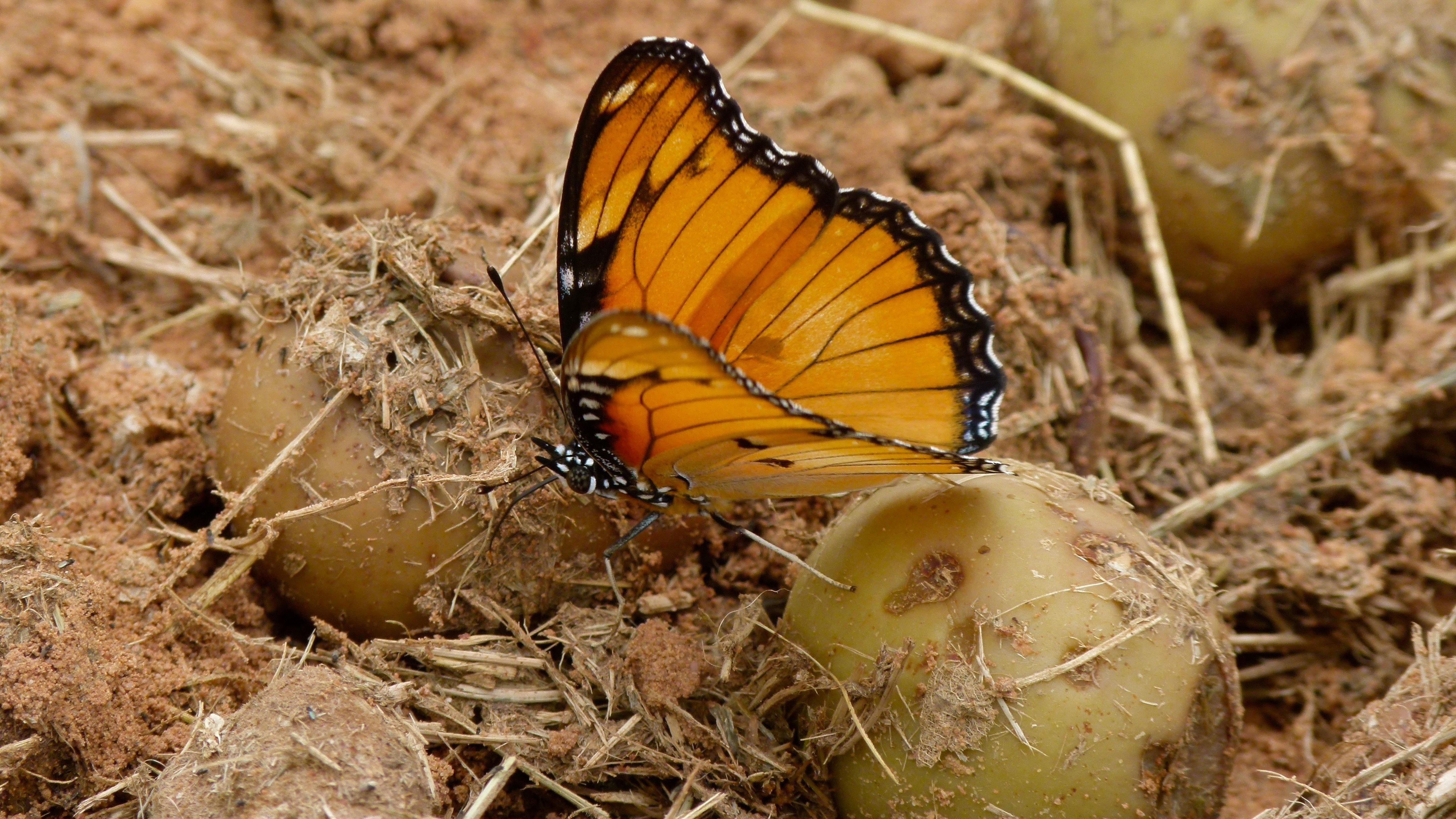
Hypolimnas misippus ♀
(parc national Kruger, Afrique du sud)

Le Diadème ou  Nymphale du pourpier, Hypolimnas misippus, est une espèce d'insectes lépidoptères  de la famille des  Nymphalidae, de la sous-famille des Nymphalinae et du genre Hypolimnas.

## Dénomination
Hypolimnas misippus (Linné, 1764)
Autre combinaison : Papilio misippus Linné, 1764.

### Noms vernaculaires
Le Diadème se nomme en anglais Diadem ou Danaid Eggfly.

## Description
C'est un grand papillon qui présente un dimorphisme sexuel, le mâle a un dessus bleu-noir avec une grosse tache blanche sur chaque aile alors que celui de la femelle est variable, souvent orange bordé de noir. Ce polymorphisme est parallèle à celui de Danaus chrysippus avec lequel l'espèce est souvent considérée comme exemple du mimétisme batésien, bien qu'on ait montré qu'elle pouvait être toxique pour certains prédateurs. En fait, on sait maintenant que les formes femelles ne cohabitent pas avec les prétendus modèles ; il n'y a ni corrélation géographique ni écologique. Ce cas classique de mimétisme est rejeté et pourtant toujours répété par habitude.

### Chenille
Les chenilles sont grégaires.

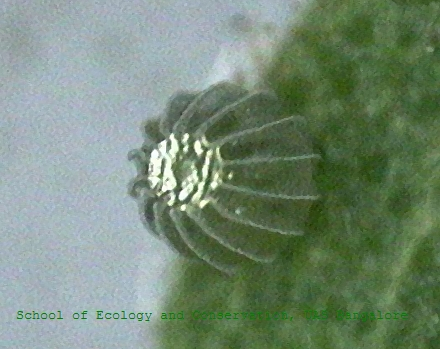
œuf
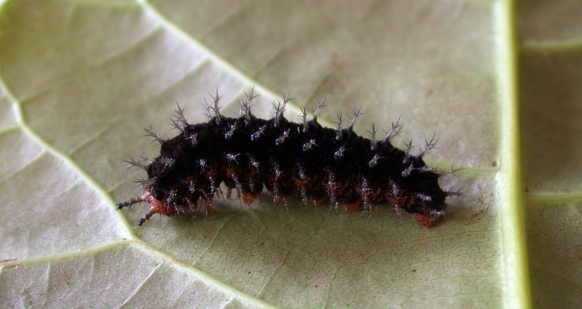
chenille
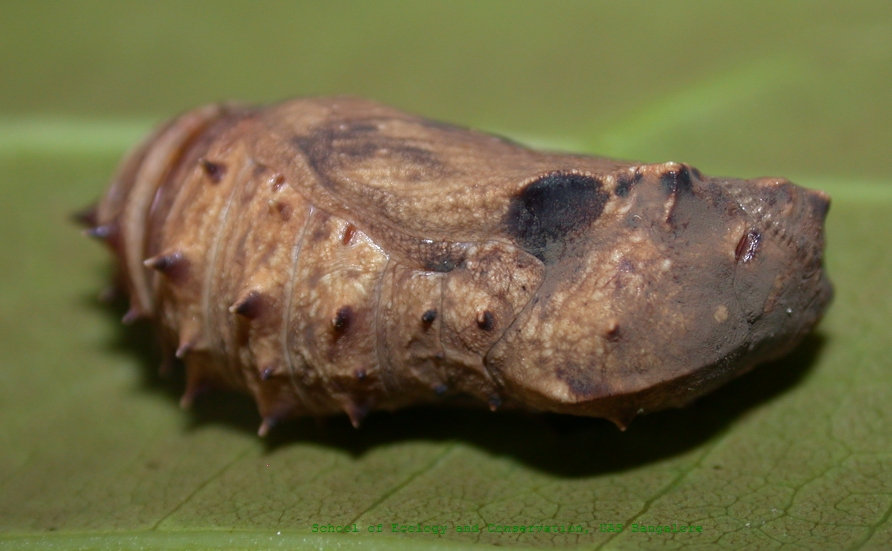
chrysalide

### Espèces ressemblantes
La femelle d' Hypolimnas misippus est très semblable à Danaus chrysippus. Cethosia sp., Pseudacraea poggei...
Hypolimnas bolina et Hypolimnas misippus peuvent être confondus.

## Biologie

### Période de vol
Il est multivoltin. Toutes les colonies rencontrées au nord des tropiques viendraient depuis les régions tropicales car c'est un puissant voyageur.

### Plantes-hôtes
Les plantes-hôtes sont nombreuses, essentiellement le Pourpier : Malvaceae, Portulacaceae (Portulaca oleracea, Portulaca okracea), Abutilon, Hibiscus, Plantago asiatica et Plantago major, Ficus, Convolvulaceae.

## Écologie et distribution
Il est résident en  Afrique, en Arabie saoudite, en Asie tropicale (Inde et Ceylan), en Australie et en Nouvelle-Calédonie, en Amérique du Sud et Centrale. En Égypte, au Liban, en Turquie il se rencontre sans doute comme migrateur. On le trouve également comme résident à l'île de La Réunion.
Il aurait été introduit récemment en Amérique du Sud lors de la traite des esclaves. Dans les îles des Antilles il ne serait pas résident, uniquement envahisseur

### Biotope
Il est ubiquiste.

### Protection
Pas de statut de protection particulier.

## Philatélie
Ce papillon figure sur plusieurs émissions philatéliques :
- Territoire français des Afars et des Issas de 1975 (valeur faciale : 25 f).
- Cuba de 1991 (valeur faciale : 10 c.).